# Andrea Mitchell

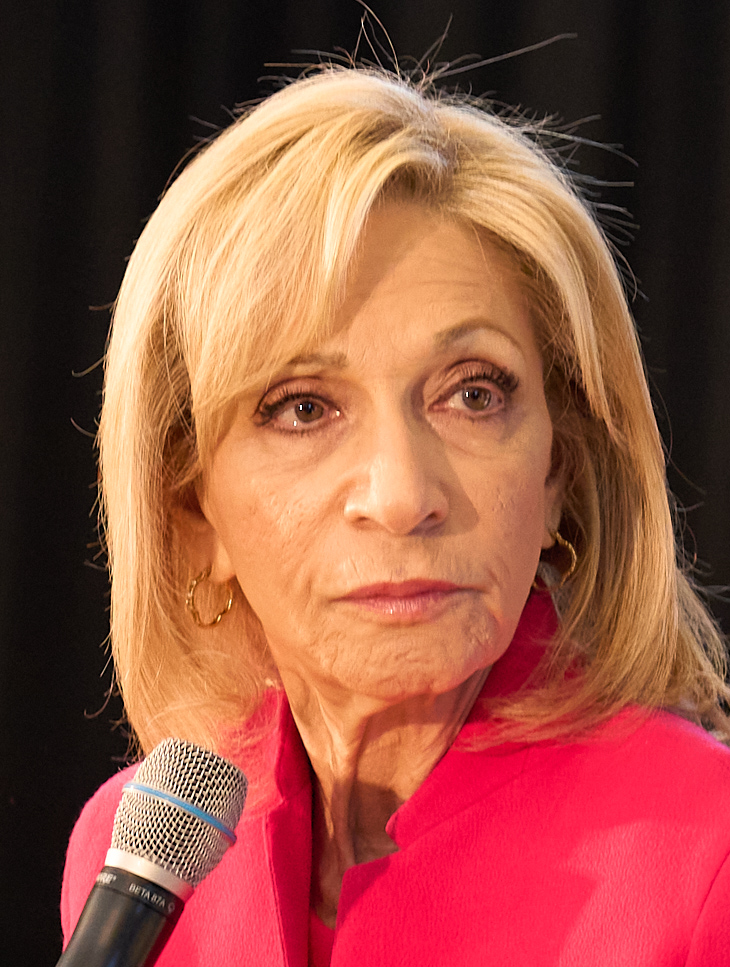
Andrea Mitchell (2023)

Andrea Mitchell (* 30. Oktober 1946 in New York City) ist eine amerikanische Journalistin, Autorin und Fernsehkommentatorin.

## Ausbildung & Karriere
1967 graduierte sie mit dem Bachelor of Arts in englischer Literatur an der Universität von Pennsylvania.
Seit Ende der 1970er ist sie bei der National Broadcasting Company (NBC) unter Vertrag.  Von 1988 bis 1992 war sie leitende Korrespondentin für den Kongress der Vereinigten Staaten, vom Januar 1993 bis zum November 1994 hatte sie den Posten der leitenden Korrespondentin für das Weiße Haus inne. Danach wechselte sie in ihre aktuelle Funktion als leitende Korrespondentin für Auslandsangelegenheiten.

## Preise und Auszeichnungen
2019 erhielt sie einen Emmy für ihr Lebenswerk.

## Familie
1997 heiratete sie ihren zweiten Ehemann Alan Greenspan, den damaligen Vorsitzenden der Federal Reserve Bank.
2005 veröffentlichte sie ein Buch mit dem Titel „Talking Back... to Presidents, Dictators, and Assorted Scoundrels“, eine Chronik ihrer Arbeit als Journalistin.

## Sachbuch
- Talking Back: ... to Presidents, Dictators, and Assorted Scoundrels. Thorndike Press 2005, ISBN 0786279869